# RV Тельца
RV Тельца — переменная звезда в созвездии Тельца. Она является жёлтым сверхгигантом и прототипом класса переменных звезд, известных как переменные типа RV Тельца. В течение 78,7 дней её яркость изменяется от 9,8m до 13,3m. Это изменение светимости сопровождается изменением спектрального типа от G2 в максимуме яркости до M2 в минимуме. В дополнение к основному периоду переменности, у RV Тельца также наблюдается медленные изменения средняя светимости в течение 1 224 дней, когда её максимальная и минимальная яркость уменьшается.

## История наблюдений
История наблюдений звезды RV Тельца была начата в 1905 году, с открытия, опубликованном в работе Л. П. Цераской (или Mme. Ceraski, как она часто подписывалась под статьями в иностранных журналах), в которой она описывает открытие трех новых переменных при изучении фотопластинок, сделанных С. Н. Блажко, (двумя другими являются мирида RY Андромеды и цефеида RW Кассиопеи). Цераская обработав примерно полудюжину пластин, показала, что RV Тельца действительно является переменной, с диапазоном изменения яркости свыше одной звёздной величины. После публикации открытия, американские астрономы Фредерик Сирс и Е. Хайнс (E.S. Haynes) из обсерватории Университета Миссури начали вести наблюдения RV Тельца на регулярной основе и провели 160 измерений в период между ноябрем 1906 года и апрелем 1907 года. Их данные наглядно показали две вещи: во-первых, минимумы яркости RV Тельца были не одинаковые, а во-вторых, даже эти неодинаковые яркости минимумов модулировались по нерегулярным закону. Неодинаковость минимумов может быть признаком затменных двойных, и вначале RV Тельца считалась звездой типа Бета Лиры, но модуляции минимумов заставляли предложить какую-то другую модель.
В 1916 году Йан. ван дер Бильт (J. van der Bilt) из Утрехтской обсерватории опубликовал подробный анализ фотометрии RV Тельца, а также подтвердил, что кривая блеска показывала крайние нерегулярности. Но, несмотря на эти нерегулярности, он обнаружил, статистические сходство между колебаниями блеска звезды и цефеидами. Хотя ван дер Бильт не совсем понимал механизм изменчивости, но его сравнение RV Тельца с цефеидами было весьма продуктивно. Сегодня мы знаем, что и цефеиды и звезды типа RV Тельца являются пульсирующими переменными. Наблюдения ван дер Бильта охватывали ещё две другие звезды — мириду R Стрельца и звезду типа RV Тельца V Лисички. Исследования показали, что неравномерность кривой блеска звезд типа RV Тельца была более выраженной, особенно в отношении долгосрочных модуляции в максимуме блеска. В результате этих исследований звёзды типа RV Тельца были упомянуты в качестве отдельного подтипа в 1918 году в статье Харлоу Шепли о цефеидах в шаровых скоплениях. В 1926 году, звезды типа RV Тельца были выделены в отдельный класс переменных звёзд.
Хотя причудливая смесь регулярностей и нерегулярностей звёзд типа RV Тельца была известна с момента открытия, причины такого поведения до сих пор не ясны даже спустя столетие. Но поскольку теперь мы знаем многое о физической природе звёзд типа RV Тельца в целом, то у нас есть хорошие зацепки, позволяющие делать вывод о том, что заставляет их вести себя так, а не иначе.

## Кривая блеска
Кривая блеска RV Тельца непрерывно наблюдается с 23 мая 1968 (с 2440000 JD). Хотя в этой кривой есть несколько устойчивых пульсаций, в целом кривая блеска характерна для полуправильных звёзд. Основные характеристики поведения звезды: изменения пульсаций с половиной периода (расстояние между соседними минимумами) составляет около 39,25 дней, а соответствующий полный период (расстояние между соседними глубокими минимумами) 78,5 дней. Но и это поведение на самом деле не регулярно. Во-первых, глубины минимумов не являются регулярными от цикла к циклу, что свидетельствует либо о внутренней нестабильности в пульсациях или о наложении вторичных колебаний на первичные на коротких отрезках времени. С другой стороны, на длинных отрезках времени кривая показывает, что RV Тельца является одной из звездой типа RVB, с периодом изменения максимумов яркости в 1 100 дней.
Причины подобного поведения звезды совершенно не ясны даже сейчас после почти века наблюдений. Возможно, что у звезды есть близкий спутник — белый карлик, который вносит нерегулярности в кривую блеска, но визуально он никак не наблюдался. Возможно, что у звезды просто нет массы и, соответственно, вещества, чтобы показывать регулярность. Так как звезда находится на последних стадиях звёздной эволюции, то её судьба предрешена: вскоре (в пределах 10 000 лет), она скинет все свои внешние оболочки и превратится в белый карлик.

## Наблюдения
Несмотря на что RV Тельца не самая яркая звезда своего класса, наблюдатели из AAVSO следили за ней регулярно с 40-х годов. RV Тельца находится в идеальном месте для наблюдателей в северном полушарии. Её яркость варьируется примерно от 9,5m до 13,5m, что делает её хорошей мишенью для телескопических визуальных наблюдателей на протяжении большей части своего периода.